# Carposina nigromaculata
Carposina nigromaculata là một loài bướm đêm thuộc họ Carposinidae. Nó là loài đặc hữu của Oahu.